# Brogo Reservoir
Das Brogo Reservoir ist ein Stausee im Südosten des australischen Bundesstaates New South Wales.
Der See liegt am Brogo River, ca. 20 km nordwestlich des Ortes Brogo am Princes Highway. Der Brogo River und der Nelson Creek speisen den Stausee im Wadbilliga-Nationalpark an den Osthängen der Great Dividing Range.